# 重裝武力
《重裝武力》是由克罗地亚游戏公司Croteam開發并由Gathering of Developers發行的一系列第一人稱射擊遊戲。游戏最初只制作于PC平台，但随着人气的高涨，游戏移植于任天堂GameCube、Palm OS、Game Boy Advance、PlayStation 2 和 Xbox Live Arcade。
整个系列讲述的是主角Sam "Serious" Stone与企图毁灭人类的外星人霸主Mental的战斗探险故事。

## 游戏系列

### 主要系列
- 《重裝武力（英语：Serious Sam (video game)）》Serious Sam（2001年3月21日）
- 《英雄萨姆：首次出击》Serious Sam: The First Encounter（2001年）
- 《英雄萨姆：二次出击》Serious Sam: The Second Encounter（2002年）
- 《英雄萨姆：黄金版》Serious Sam: Gold Edition（2003年）
- 《英雄萨姆：再度出击》Serious Sam: Next Encounter（2004年）
- Serious Sam Advance（2004年）
- 《重裝武力II》Serious Sam 2（2005年10月11日）
- 《英雄萨姆：首次出击》HD版（复刻版）Serious Sam HD: The First Encounter（2009年）
- 《英雄萨姆：二次出击》HD版（复刻版）Serious Sam HD: The Second Encounter（2010年）
- 《英雄萨姆：黄金版》HD版（复刻版）Serious Sam HD: Gold Edition（2010年）
- 《英雄萨姆3：BFE》Serious Sam 3: BFE（2011年11月22日）
- 《英雄萨姆HD：二次出击》HD版的DLC，《野兽传奇》Serious Sam HD: The Second Encounter - Legend of the Beast DLC（2012年）
- 《英雄萨姆3：BFE》的DLC，《英雄萨姆3：尼罗河宝藏》Serious Sam 3: Jewel of the Nile（2012年）
- 《重裝武力4（英语：Serious Sam 4）》Serious Sam 4（2020年9月24日）

### 独立小游戏系列
- Serious Sam Double D (2011)
- Serious Sam: Kamikaze Attack! (2011)
- Serious Sam: The Random Encounter (2011)
- Serious Sam: The Greek Encounter (2012)

## 評價
Serious Sam: The First Encounter (2001) 獲得 GameSpot 2001年年度最佳遊戲。

## 相关网站
- Seriously!（页面存档备份，存于） – 玩家论坛, 最新资讯, 下载等
- 英雄萨姆 官方网站 （页面存档备份，存于）
- Croteam 官方网站（页面存档备份，存于）
- 莫比游戏上的《Serious Sam series》（英文）
- Fandom上的更多相关：重裝武力 Wiki